# Bahnhof Hamburg Klosterthor
Der Bahnhof Hamburg Klosterthor (damalige Schreibweise) befand sich von ca. 1866 bis 1906 südlich der Altmannbrücke bis zur Nordkanalstraße / Altstädter Straße zwischen der heutigen Markthalle und dem Hühnerposten im Stadtteil Klostertor.

## Lage

Lageplan der Hamburger Bahnhöfe

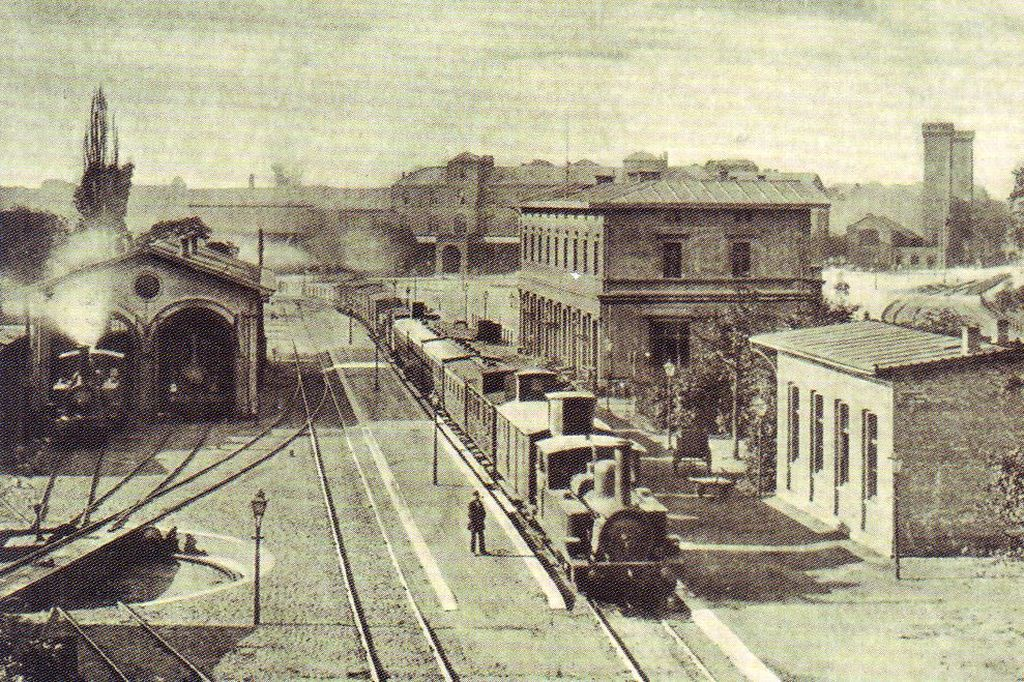
Ansicht von Norden, im Hintergrund rechts der Berliner Bahnhof mit den charakteristischen Türmen

Der Bahnhof bildete das Ende der Hamburg-Altonaer Verbindungsbahn, die nordwärts zur Altona-Kieler Eisenbahn führte. Er wurde 1866 bei deren Bau errichtet, um einen nahegelegenen Übergang zum seinerzeit etwa 150 Meter weiter südlich gelegenen Berliner Bahnhof der Berlin-Hamburger Eisenbahn zu schaffen. Nach 1872 wurde die Strecke bis zum neuen Venloer Bahnhof (später Hannoverscher Bahnhof) verlängert.

## Abriss
Mit der Betriebsaufnahme des Hamburger Hauptbahnhofes im Jahre 1906 wurde der Platz für die so genannte „Pfeilerbahn“ benötigt und die Bahnhofsgebäude abgerissen, um Platz für die Gleise Richtung Süden zu schaffen, während die Gleisanlage für das Bahnpostamt Hühnerposten umgestaltet wurde. Dieses beherbergt jetzt in den oberen Geschossen die Zentralbibliothek der Hamburger Öffentlichen Bücherhallen, das ehemalige Gleisvorfeld wurde überdacht und zu einem Parkhaus umgewandelt.